# Генри, Дуэйн
Дуэйн Генри (англ. Duane Henry; род. 18 марта 1985) — английский и американский актёр, наиболее известный по роли Клейтона Ривза в сериале «Морская полиция: Спецотдел».

## Биография
Дуэйн Генри родился Бирмингеме, Уэст-Мидлендс, в рабочей семье. В детстве посещал католическую начальную школу Святого Франциска в Бирмингеме и школу Святого Иоанна Уолла в Хандсворте, изучал драматургию в Колледже Дадли. Когда ему было 17 лет, Генри переехал в Лондон.
Генри начал актёрскую карьеру в 2004 году. В 2005 году он дебютировал на телевидении в эпизоде сериала «Вторая половина дня», в котором также сыграла Саманта Янус. Также он появлялся в таких британских сериалах, как «Доктор Кто», «Чисто английское убийство» и «Шанс». В 2005—2013 годах Генри сыграл в семи эпизодах медицинской мыльной опере «Врачи». В 2010 году Генри был номинирован на премию BAFTA в номинации «Лучший молодой талант». В 2011 году Генри исполнил роль охранника в исторической романтической драме Мадонны «МЫ. Верим в любовь». В 2013 году он сыграл роль Гарета Бродхерста, бывшего солдата с ПТСР в трехактном спектакле «Врачи: военная зона».
В ноябре 2013 года Генри переехал в Лос-Анджелес. Он пробовался на роль в сериале «Оттенки синего» с Дженнифер Лопес в главной роли, спродюсированном Барри Левинсоном, но не смог получить её. В 2016 году Генри впервые появился в сериале «Морская полиция: Спецотдел» в роли агента MI6 Клейтона Ривза. В 2018 году он покинул шоу.